# Gaediophanopsis koehleri
Gaediophanopsis koehleri är en tvåvingeart som beskrevs av Blanchard 1954. Gaediophanopsis koehleri ingår i släktet Gaediophanopsis och familjen parasitflugor. Inga underarter finns listade i Catalogue of Life.